# Torsten Amft
Torsten Amft (* 14. ledna 1971 v Lipsku) je německý módní návrhář a umělec.

## Život
Již jako sedmnáctiletý mladý muž byl objeven módními skauty během tenkrát největší modelingové soutěže Gesicht 93. Krátce na to se přestěhoval do Berlína, aby se mohl plně věnovat modelingu. Pracoval převážně v zahraničí, mezi nejúspěšnější patří jeho spolupráce s Helmutem Newtonem, Herbem Rittsem a Giannim Versacem. Z výdělků pak financoval své studium módního návrhářství v Curychu ve Švýcarsku.

## Kariéra
V roce 2000 vyhrál módní cenu Lexton Fashion Award v New Yorku. Jeho módní výtvory jsou žádané po celém světě. Kromě svého ateliéru a módního salonu v centru Berlína provozuje i filiálky v Tokiu a New Yorku. V jeho repertoáru lze najít módu pro muže i ženy, jeho tvůrčí paleta obsahuje vše od haute couture až po sériovou produkci. Již několik let je uměleckým ředitelem největší evropské open-air přehlídky Global Fashion Festival.

## Značky
Pod jeho celým jménem lze najít jeho především luxusní a unikátní výtvory, zatímco jeho konfekční výrobky jsou produkovány pod značkou Amft. On sám reflektuje společensko-politické vlivy stejně jako aktuální témata do svých módních kolekcí. Jeho značka a signatura garantují zosobnění umělce s každým modelem a zároveň garantují jeho kvalitu.

## Filozofie
Jeho oděvní kreace mají za úkol šířit poselství a prohloubit vnímání světového dění. Tento umělecký styl se stává stále populárnějším. Jeho kolekce vycházejí vždy ze sociálně-kritických aspektů, jako např. jeho premiérová kolekce pro rok 2007/08. Ta byla prezentována pod názvem Collateral Climate a zabývala se nezadržitelnými změnami klimatu. Pro svou přehlídku jaro/léto 2008 mu bylo inspirací setkání G8 s tématem Afrika. Celá tato kolekce byla vytvořena výlučně z afrických surovin. Heslo berlínského starosty Klause Wowereita "poor but sexy" se pak stalo návrhářovým mottem pro Fashion Week 2008 a poukázalo tak nepřímo na hrozící ekonomický propad. Amft sám nazývá svůj styl elitérně-futuristickým. Jako první módní návrhář experimentuje již od roku 2000 se solárními moduly jako částí oděvů a pokouší se tím o efektivní využití každému dostupných přírodních zdrojů.